# Podlesí (Potůčky)
Podlesí (německy Streitseifen) je částečně zaniklá vesnice v Krušných horách v okrese Karlovy Vary. Ležela v údolí Podleského potoka asi tři kilometry severovýchodně od Potůčků. Zanikla vysídlením v padesátých letech dvacátého století.

## Název
Německý název Streitseifen znamená sporné sejpy. V historických pramenech se v jiných tvarech nevyskytuje.

## Historie
Období vzniku osady je nejisté, ale cínové doly v okolí jsou doložené již v roce 1380.

## Obyvatelstvo
Při sčítání lidu v roce 1921 zde žilo 35 obyvatel (z toho šestnáct mužů). Všichni byli německé národnosti a římskokatolického vyznání. Podle sčítání lidu z roku 1930 měla vesnice 29 obyvatel se stejnou národností i náboženskou strukturou.
|           | 1869 | 1880 | 1890 | 1900 | 1910 | 1921 | 1930 | 1950 |
| --------- | ---- | ---- | ---- | ---- | ---- | ---- | ---- | ---- |
| Obyvatelé | 43   | 40   | 37   | 44   | 32   | 35   | 29   | 17   |
| Domy      | 4    | 4    | 4    | 4    | 4    | 4    | 5    | 5    |